# Blanche Knopf
Pour les articles homonymes, voir Knopf.
Blanche Wolf Knopf (née le 30 juillet 1894 à New York, où elle décède le 4 juin 1966) est la cofondatrice en 1915 avec son mari Alfred A. Knopf Sr., et la présidente, de la maison d'édition Alfred A. Knopf, Inc.. Elle a été particulièrement influente dans la publication de littérature européenne et latino-américaine aux États-Unis. 
Pour ses réalisations dans le développement et la promotion de la littérature française, elle est nommée Chevalier de la Légion d'honneur par le gouvernement français en 1949 et devient en 1960 Officier de la Légion d'honneur. Elle a également été honorée par le Brésil de l'Ordre de la Croix du Sud. 

## Biographie

### Famille et enfance
Blanche Wolf naît en 1894 dans l'Upper West Side de New York dans une famille juive ; ses parents sont Julius et Bertha (née Samuels) Wolf. Enfant, elle raconte à ses camarades que son père est un ancien bijoutier de Vienne mais celui-ci était en réalité ouvrier journalier en Bavière. Après son arrivée en Amérique, il devient copropriétaire d'une entreprise de chapellerie (dont il se départ avant qu'elle ne fasse faillite), et plus tard, il possède la deuxième plus grande entreprise de chapeaux pour enfants du pays. Sa mère, Bertha est la fille de Lehman Samuels - copropriétaire de Samuels Brothers, pendant un temps le plus grand exportateur de bétail en Amérique. 
L'école que fréquente Blanche est la Gardner School for Girls dans l'Upper East Side de New York . 
Blanche Wolf rencontre Alfred A. Knopf lors d'une fête au Lawrence Athletic Club à Lawrence, New York, en 1911. Leur relation se développe autour d'un leur intérêt mutuel pour les livres. Elle dit de leur relation : « Alfred avait réalisé que je lisais constamment des livres et il n'avait jamais rencontré une fille qui le faisait. ... Je l'ai rencontré et [tout ce que nous avons fait] était de parler des livres; et personne ne l'aimait — surtout pas ma famille. Mais je l'aimais, parce que j'avais quelqu'un à qui parler de livres et que nous avons parlé de faire des livres. ... Nous avons décidé que nous allions nous marier et faire des livres et les publier. »
Ils se marient le 4 avril 1916 à l'hôtel St. Regis à New York,. Leur première maison qu'ils appellent « Sans Souci » se situe à Hartsdale, à New York.
Leur fils, Alfred A. Knopf Jr., connu sous le nom de « Pat », naît le 17 juin 1918,. Après la naissance de Pat, Blanche et Alfred retournent à Manhattan. 

### Alfred A. Knopf, Inc.
Blanche Knopf fonde Alfred A. Knopf, Inc. avec Alfred Knopf à New York en 1915. Elle apprend tous les rouages de l'impression et de l'édition et devient une éditrice très influente. Elle est créditée de la conception du Barzoï, une image de chien russe utilisé comme logo original de la maison Knopf. Blanche Knopf devient vice-présidente de l'entreprise dès sa constitution en 1918  Elle se heurte fréquemment au père d'Alfred, Sam Knopf, lui aussi trésorier dès la constitution de la maison d'édition. Blanche Knopf devient présidente d'Alfred A. Knopf, Inc. en 1957, au moment où Alfred Knopf en devient « chairman ». 
Knopf se rend fréquemment en Europe et en Amérique latine pour rencontrer des auteurs et éditeurs étrangers. Lui sont attribués les recrutements de Sigmund Freud, Albert Camus, André Gide, Jean-Paul Sartre, Simone de Beauvoir, Ilya Ehrenburg, Mikhail Sholokhov, Thomas Mann et Gilberto Freyre, pour les œuvres desquels elle conclut des accords la publication de traductions aux États-Unis,. 
En 1936, de retour d'Europe, Blanche Knopf s'inquiète du sort des éditeurs et auteurs allemands chassés d'Allemagne en raison des persécutions nazies. Knopf déclare aux journalistes : « Il n'y a [actuellement] plus d'écrivain allemand en Allemagne digne d'intérêt. Les écrivains doués et les éditeurs entreprenants qui avaient une quelconque indépendance ont tous quitté l'Allemagne. Seuls les écrivains et éditeurs nazis restent. Ils écrivent et publient pour plaire au gouvernement nazi. »
Thomas Mann a surnommé Blanche Knopf, « l'âme de l'entreprise ». Son engagement est en effet à l'origine de l'avancement de la carrière de nombreux auteurs, de même que ses talents de conseillère tout en acceptant de publier les travaux de plusieurs auteurs influents. Au moment de sa mort, 27 auteurs publiés chez Knopf avaient remporté le prix Pulitzer et 16 le prix Nobel. 
Knopf travaille aussi en étroite collaboration avec de nombreux écrivains américains, comme John Updike, Carl Van Vechten, Willa Cather, HL Mencken, Raymond Chandler, Dashiell Hammett et Langston Hughes. Elle apporte également son aide à Carl Van Vechten pour le lancement de certains écrivains dits de la Renaissance de Harlem, dont Langston Hughes et Nella Larson. Selon sa biographe Laura Claridge, Blanche Knopf « a légitimé le genre de la fiction policière dure, avec des auteurs tels que Dashiell Hammet, Raymond Chandler et Ross Macdonald. » Knopf est également responsable de l'acquisition du Journal de Berlin de William Shirer, de Hiroshima de John Hersey, et des œuvres d'Edward R. Murrow.

## Honneurs
- Chevalier de la Légion d'honneur, 1949, France
- Officier de la Légion d'honneur en 1960, France
- Ordre de la Croix du Sud, Brésil